# CANVAS (software)
CANVAS, veelal aangeduid als Immunity CANVAS, is een commercieel softwarepakket dat wordt gebruikt binnen de informatiebeveiliging. Het is een product van het bedrijf Immunity Incorporated, dat zijn hoofdkwartier heeft in Miami Beach, Florida, VS. Met CANVAS kunnen penetratietests worden uitgevoerd, waarmee de beveiliging van computers en netwerken onderzocht en verbeterd kan worden. Het softwarepakket is in de eerste plaats ontwikkeld op en voor het besturingssysteem Linux, waarop het optimaal werkt, maar ook andere besturingssystemen zoals Windows en Mac OS/X worden ondersteund.
Het softwarepakket is heel flexibel doordat het de gebruiker toestaat op maat zelf aanvallen op computersystemen en netwerken te ontwikkelen en uit te testen. Deze flexibiliteit heeft als keerzijde, dat het pakket niet voor iedere gebruiker even eenvoudig te gebruiken is als soortgelijke softwarepakketten zoals CORE Impact. Dankzij de grafische gebruikersinterface biedt CANVAS evengoed gebruiksvriendelijkheid, maar het kan ook op de commandoregel worden aangeroepen. Een onderdeel van de grafische gebruikersinterface is de Covertness Bar, waarmee een aanval gradueel meer verborgen kan worden door deze naar rechts te schuiven. Afhankelijk van het protocol zal de aanval anders opgezet worden, indien deze meer verborgen en dus moeilijker detecteerbaar is.
CANVAS is volledig in de scripttaal Python geschreven en de broncode is open. Modules voor CANVAS kunnen ook worden geschreven in deze scripttaal. Voor vele exploits zijn er al Pythonscripts geschreven, en de gebruiker kan er zelf ook schrijven. Verder ondersteunt CANVAS ook MOSDEF, een C-compiler die oorspronkelijk voor CANVAS ontwikkeld werd en die volledig in de programmeertaal Python is geïmplementeerd. Met behulp van MOSDEF is de gebruiker in staat, terwijl een aanval uitgevoerd wordt shellcode te maken of aan te passen, waardoor heel eenvoudig gecombineerd en geëxperimenteerd kan worden, totdat een aanval succesvol is.
In 2011 werden meer dan 370 exploits verzorgd door CANVAS, en werden er ongeveer 4 nieuwe exploits per maand toegevoegd.